# Hossein Kaebi
Hossein Kaebi (en persa: حسین کعبی‎; Ahvaz, Irán, 23 de septiembre de 1985) es un exfutbolista iraní que jugaba en la posición de defensa.

## Clubes
| Club                         | País                   | Año       |
| ---------------------------- | ---------------------- | --------- |
| Foolad FC                    | Irán                   | 2002-2004 |
| Al-Sadd Sports Club          | Catar                  | 2004-2005 |
| Foolad FC                    | Irán                   | 2005-2006 |
| Emirates Club                | Emiratos Árabes Unidos | 2006-2007 |
| Persépolis Football Club     | Irán                   | 2007      |
| Leicester City Football Club | Inglaterra             | 2007-2008 |
| Persépolis Football Club     | Irán                   | 2008      |
| Saipa FC                     | Irán                   | 2008-2009 |
| Steel Azin F.C.              | Irán                   | 2009-2011 |
| Rah Ahan Yazdan F.C.         | Irán                   | 2011-2013 |
| Sanat Naft Abadan FC         | Irán                   | 2013      |
| Esteghlal Khuzestan FC       | Irán                   | 2013-2014 |
| Sepidrood Rasht SC           | Irán                   | 2016-2018 |